# جيمس فلمنغ (سياسي)
جيمس فلمنغ هو سياسي كندي، ولد في 30 أكتوبر 1939 بكيتشنر في كندا. حزبياً، نشط في الحزب الليبرالي الكندي. وقد انتخب عضو مجلس العموم الكندي.